# Pinta (software)
Pinta is een vrij vectortekenprogramma voor Windows, Mac en Linux. Het is geïnspireerd op Paint.NET en tracht een eenvoudiger alternatief te zijn voor GIMP. Het programma is beschikbaar in 41 talen. Pinta is geprogrammeerd in de programmeertaal C# en wordt beschikbaar gesteld onder de MIT-licentie.
Het programma werd op 6 september 2011 stopgezet door de enige ontwikkelaar, maar werd kort daarna weer opgenomen door een groep ontwikkelaars. Versie 1.1, de eerste versie van het nieuwe ontwikkelaarsteam, verscheen op 13 november 2011. Versie 1.2 volgde op 22 april 2012. Voor de meest recente versie zie het info-kader.

## Functies
Pinta beschikt over volgende functies:
- afbeeldingen draaien,
- een schermafdruk maken,
- toverstafselectie (selectie gebaseerd op kleur),
- tekst invoegen in een afbeelding,
- onbeperkt bewerkingen ongedaan maken,
- kleuren inverteren,
- effecten (deze effecten werden geïmporteerd uit Paint.NET),
- ongelimiteerd aantal lagen.
- add-ons sinds versie 1.5 om de functionaliteiten (bestandsformaten, gereedschappen) uit te breiden.[7]
  - deze zijn sinds versie 1.6 beschikbaar via de community repository die ingebouwd is in de add-in manager[8]
- tabbladen (sinds versie 1.7)

## Geschiedenis en ontwikkeling
De ontwikkeling van Pinta begon in februari 2010 door Jonathan Pobst van Novell. Pinta is geschreven in C# en maakt gebruik van de GTK+-toolkit en de cairo-bibliotheek. De broncode die gebruikt wordt om afbeeldingen aan te passen en effecten toe te passen, wordt gedeeld met Paint.NET.
| Versie | Uitgavedatum      | Wijzigingen |
| ------ | ----------------- | --- |
| 0.1    | 7 februari 2010   | Eerste uitgave |
| 0.2    | 15 maart 2010     | Verbeterde laag- en geschiedenisvensters; zoom, verfemmer, kleurvervanger, lijn en schuifgereedschappen; live preview voor laagveranderingen; multithreading-ondersteuning voor effecten en aanpassingen |
| 0.3    | 3 mei 2010        | Live preview voor aanpassingen en effecten; zoomen per pixel; gradiënt, magic wand en tekstgereedschappen; 26 nieuwe effecten geporteerd vanuit Paint.NET |
| 0.4    | 6 juli 2010       | Internationalisatie ondersteuning; vensters in een dock; ondersteuning voor OpenRaster; opslaan in BMP, ICO en TIFF-formaten (JPEG en PNG waren al ondersteund) |
| 0.5    | 2 november 2010   | Ondersteuning voor meerdere afbeeldingen; TGA-formaat; kleurenpalet bewerken; meer talen; bugfixes |
| 0.6    | 11 januari 2011   | 53 bugfixes; verbeterde stabiliteit voor de geschiedenisfunctie; herschreven tekstgereedschap |
| 0.7    | 2 maart 2011      | Ondersteuning om tekst uit te lijnen; meer bugfixes |
| 0.8    | 31 maart 2011     | Bugfixes |
| 1.0    | 27 april 2011     | Eerste stabiele versie; 6 bugfixes |
| 1.1    | 13 november 2011  | Open- en opslaandialoogvensters onthouden nu hun directory, canvas groter maken indien nodig en de mogelijkheid om alleen-lezenbestanden te openen. Ander ontwikkelteam. |
| 1.2    | 22 april 2012     | Afzonderlijke lagen kunnen nu willekeurig worden gedraaid, instrumenten hebben specifieke muiscursors, verbetering van het gradiënt tool, afbeelding bijsnijden en bugfixes. |
| 1.3    | 30 april 2012     | Bugfixes |
| 1.4    | 27 september 2012 | |
| 1.5    | 25 mei 2014       | Een groot aantal foutoplossingen voor crashes en andere problemen. Add-on manager om uitbreidingen te installeren en verwijderen om zo de functionaliteit uit te breiden. Tekst is herbewerkbaar, de JPEG-compressiedialoog werd gebruiksvriendelijker gemaakt en een functie selectie inverteren werd toegevoegd.                                                                         |
| 1.6    | 1 maart 2015      | Deze versie bevat een vijftigtal foutoplossingen. De vorm- en selectiegereedschappen werden aangepast. Deze versie bevat een extensiebeheerder om uitbreidingen (add-ins) te installeren. De toolbox en het kleurpalet hebben nu een flexibele lay-out. Dit zorgt voor verbeterde bruikbaarheid op kleine schermen. Pinta ondersteunt nu de standaard opdrachtregelopties—version en—help. |
| 1.7    | 4 augustus 2020   | Deze versie bevat een vijftigtal foutoplossingen. Deze versie bevat tabbladen, die eventueel naast elkaar gezet kunnen worden. Er is een nieuw gereedschap smooth erase. De transformatiegereedschappen kunnen een afbeelding roteren in vastgelegde verhogingen via de Shift-toets. |
| …      | …                 | … |
| 2.1.1  | 26 februari 2023  | |